# チャールズ・ステュアート (第7代トラクエア伯爵)
第7代トラクエア伯爵チャールズ・ステュアート（英語: Charles Stewart, 7th Earl of Traquair FRSE FSA Scot、1744年8月7日以前/1746年 – 1827年10月14日）は、スコットランド貴族。1764年から1779年までリントン卿の儀礼称号を使用した。

## 生涯
第6代トラクエア伯爵ジョン・ステュアートとクリスチャン・エインスター（Christian Anstruther、1702年頃 – 1771年11月12日、サー・フィリップ・エインスターの娘）の息子として、ピーブルズシャーで生まれた。
1779年3月28日に父が死去すると、トラクエア伯爵の爵位を継承した。
1798年1月22日、エディンバラ王立協会フェローに選出された。また、スコットランド考古協会フェローでもあった。
1827年10月14日にトラクエア・ハウスで死去、息子チャールズが爵位を継承した。

## 家族
1773年8月19日、メアリー・レイヴェンスクロフト（Mary Ravenscroft、1796年7月11日没、ジョージ・レイヴェンスクロフトの娘）と結婚、1男1女をもうけた。
- ルイーサ（1776年3月20日 – 1875年12月6日）
- チャールズ（1781年 – 1861年） - 第8代トラクエア伯爵